# 7.º Batallón de Aspirantes de la Luftwaffe
El 7.º Batallón de Aspirantes de la Luftwaffe (7. Fluganwärter-Bataillon) fue un Batallón de aspirantes de la Luftwaffe durante la Segunda Guerra Mundial.

## Historia
Formado en 1941 en Neisse (?), después en Grossenhain (?). Fue trasladado a Holanda (?) en 1942. El 26 de abril de 1943 fue disuelto y absorbido por el 90.º Regimiento Aéreo.

## Comandantes
- Teniente coronel Paul Meyer - (1 de septiembre de 1942 - 26 de abril de 1943)